# 格蘭特鎮區 (愛荷華州富蘭克林縣)
格蘭特鎮區（Grant Township）是美國愛荷華州富蘭克林縣的16個行政鎮區之一。截至2010年的人口普查，其人口為331，共154戶。

## 歷史
格蘭特鎮形成於1870年。